# Cơ quan Tình báo Tài chính
Cơ quan Tình báo Tài chính (tiếng Triều Tiên: 조선민주주의인민공화국 금융정보국; McCune–Reischauer: Chosŏn Minjujuŭi Inmin Konghwaguk Kŭmyung Jŏngbogug) là cơ quan chính phủ của Cộng hòa Dân chủ Nhân dân Triều Tiên.
Cơ quan này được Bắc Triều Tiên thành lập vào năm 2016 nhằm mục đích chống lại hoạt động rửa tiền và khủng bố tài chính.